# فرنار
فرنار (الاسم العلمي: Furnarius) هو جنس من الطيور يتبع الفصيلة الفرنارية من رتبة العصفوريات.